# ユキドリ
ユキドリ（雪鳥、学名：Pagodroma nivea）は、ミズナギドリ目ミズナギドリ科に分類される鳥類の一種。正式な和名はシロフルマカモメ。

## 分布
南極大陸とその周辺に限られている。繁殖の際もその周辺から遠く離れることはない。

## 生態・形態
ハトよりも一回り大きい程度で、体長は30～40センチメートル、両翼を広げると75〜95センチメートルに達する。羽毛は白。目とくちばしだけが黒い。
餌はオキアミや魚類、イカ類だが、ほかの鳥類やクジラ類の死体も食する。
崖や岩場の斜面に巣を作る。産卵は11月頃に行われ、孵化は12月頃。2月から3月にかけて巣立つ。

## 参考画像

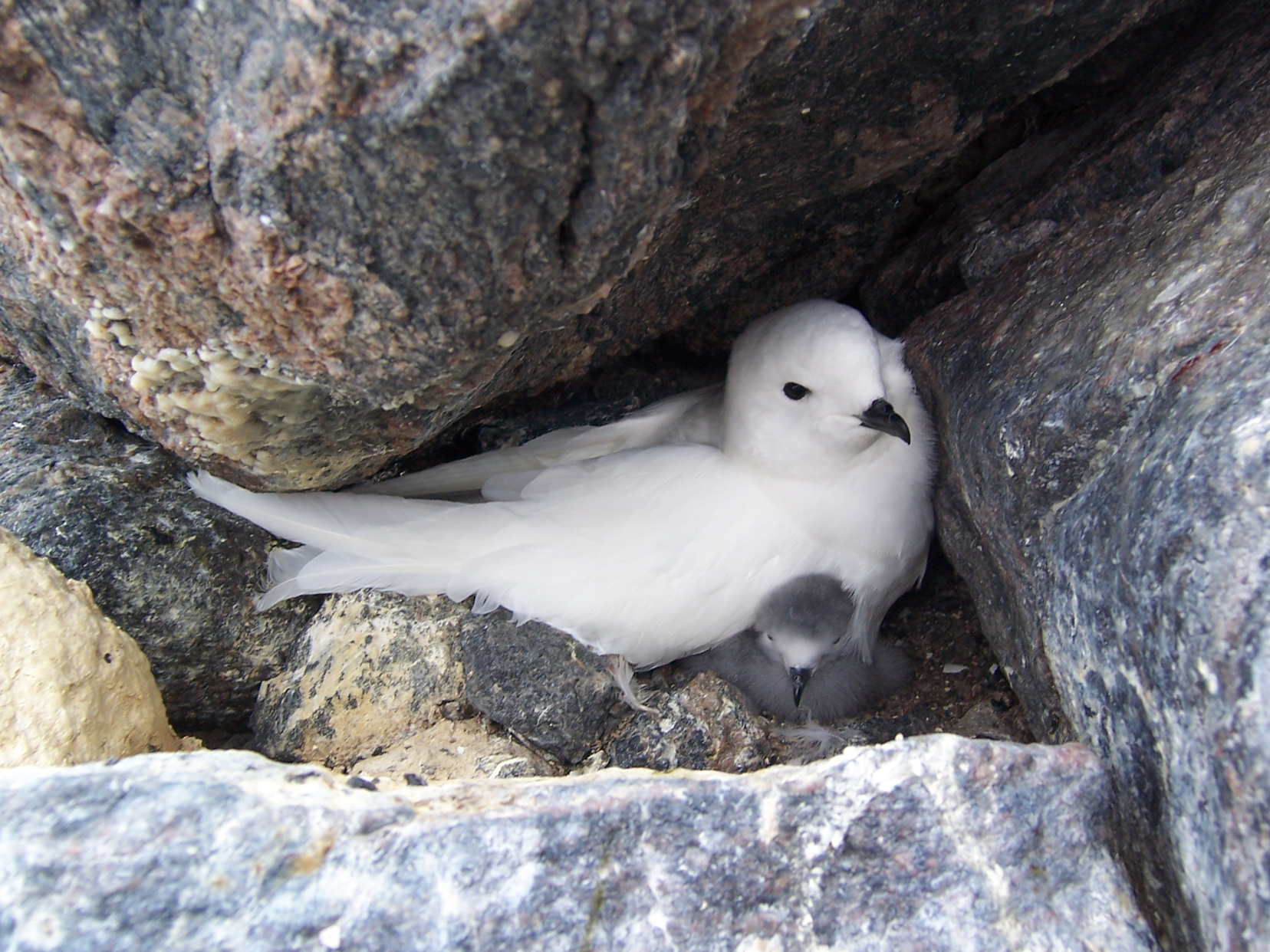
営巣中の様子
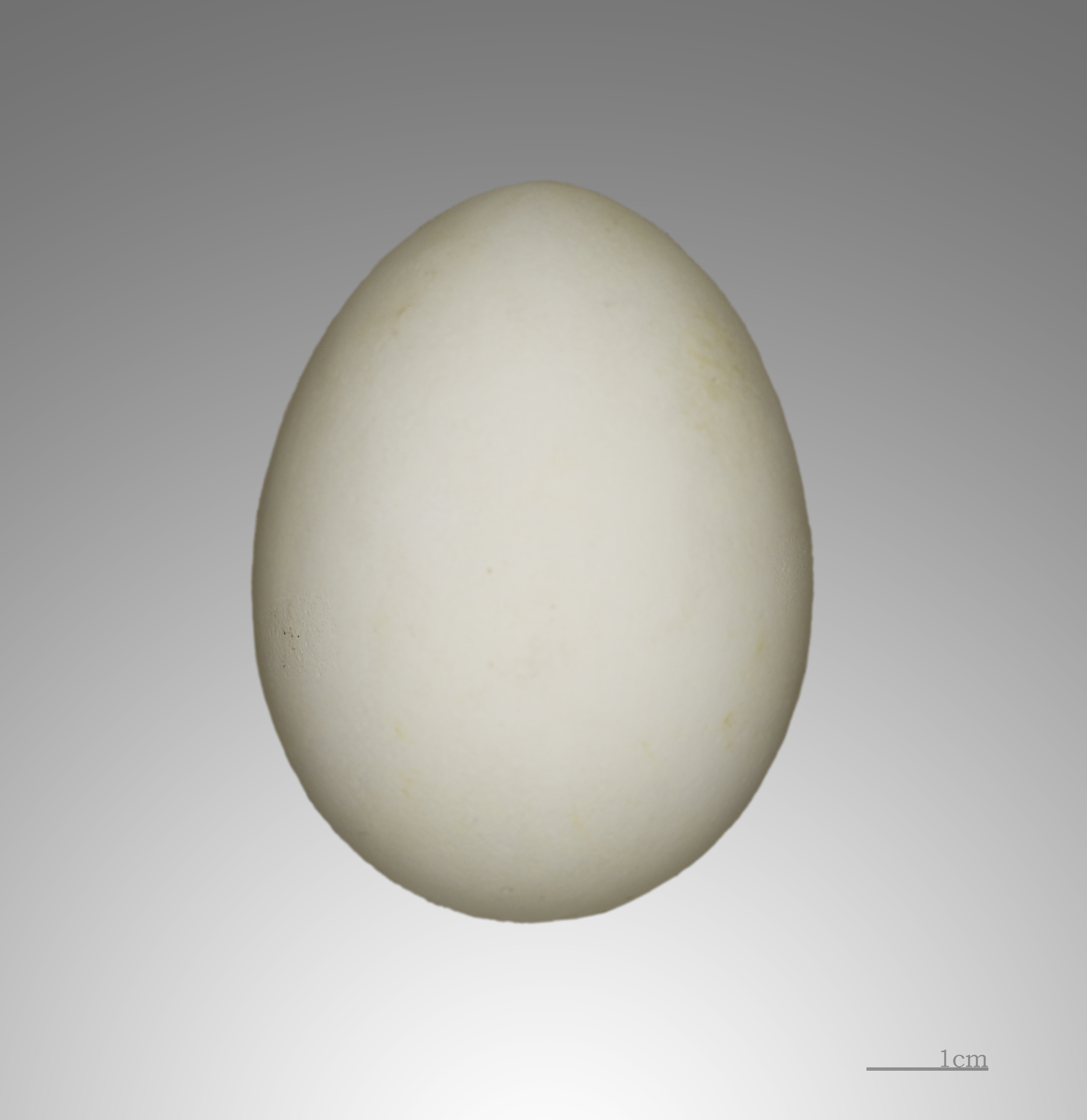
卵